# Liste kroatischer Zeitungen
Dies ist eine Liste von kroatischen Zeitungen.

## Überregionale Zeitungen
Tageszeitungen 
- 24 sata
- Jutarnji list (Zagreb)
- La Voce del Popolo (Rijeka)
- Novi list (Rijeka)
- Slobodna Dalmacija (Split)
- Sportske novosti (Zagreb)
- Večernji list (Zagreb)
- Vjesnik (Zagreb)

 Wochenzeitschriften 
- Feral Tribune
- Fokus (Zagreb)
- Glas Koncila
- Globus (Zagreb)
- Hrvatski list (Wochenzeitung) (Zadar)
- Hrvatsko slovo (wöchentlich erscheinende Kulturzeitung) (Zagreb)
- Imperijal
- Nacional (Zagreb)

 Monatlich erscheinende Zeitungen 
- Hrvatska ljevica
- Hrvatska revija
- Hrvatski vojnik
- Obrana

Ohne bestimmten Erscheinungsrhythmus
- Izvješća Hrvatskog Sabora
- Kroatische Zeitung (Deutschland)
- Narodne novine

## Regionalzeitungen
Tageszeitungen 
- Glas Istre
- Glas Slavonije
- Karlovački list
- La voce del popolo
- Osječki dom
- Vukovarske novine

 Wochenzeitungen 
- Bjelovarac
- Dubrovački list
- Dubrovački vjesnik
- Dubrovačka Republika /u mirovanju/
- Đakovački glasnik
- Glas Istre
- Glas Podravine i Prigorja
- Glasnik Turopolja
- Istarski glas
- Jednota
- Karlovački tjednik
- Makarska kronika
- Međimurje
- Međimurske novine
- Moslavački list
- Novi Brodski list
- Novi Varaždinec
- Novi tjednik
- Otok Ivanić
- Podravski list
- Posavska Hrvatska
- Poslovni dnevnik
- Privredni vjesnik
- Setemana
- Sisački tjednik
- Šibenski list
- Varaždinske vijesti
- Vinkovački list
- Virovitički list
- Zadarski list
- Zadarski regional

 Monatlich erscheinende Zeitungen 
- Goranski novi list
- Imotska krajina
- Makarsko primorje
- Novi Omanut
- Otočni novi list
- Panorama
- Petrinjski list
- Regional

 Ohne bestimmten Erscheinungsrhythmus 
- Varaždinski glasnik

## Lokalzeitungen
Tageszeitungen
-
 Wochenzeitungen 
- Dugoselska kronika
- Glas Primoštena
- Glasnik Samobora i Svete Nedelje
- Pakrački list
- Reporter Velike Gorice
- Samoborski glasnik
- Samoborski list
- Samoborske novine
- Sindikalna akcija
- Svetonedeljski List
- Zagreb News

 monatlich erscheinende Zeitungen 
- Glasnik Zeline i Vrbovca
- Vila Velebita

## Historische Zeitungen
Tageszeitungen
- Agramer Presse (Agram/Zagreb, 1877–1878, danach Kroatische Post)